# Gregoire-Joseph Blondeau

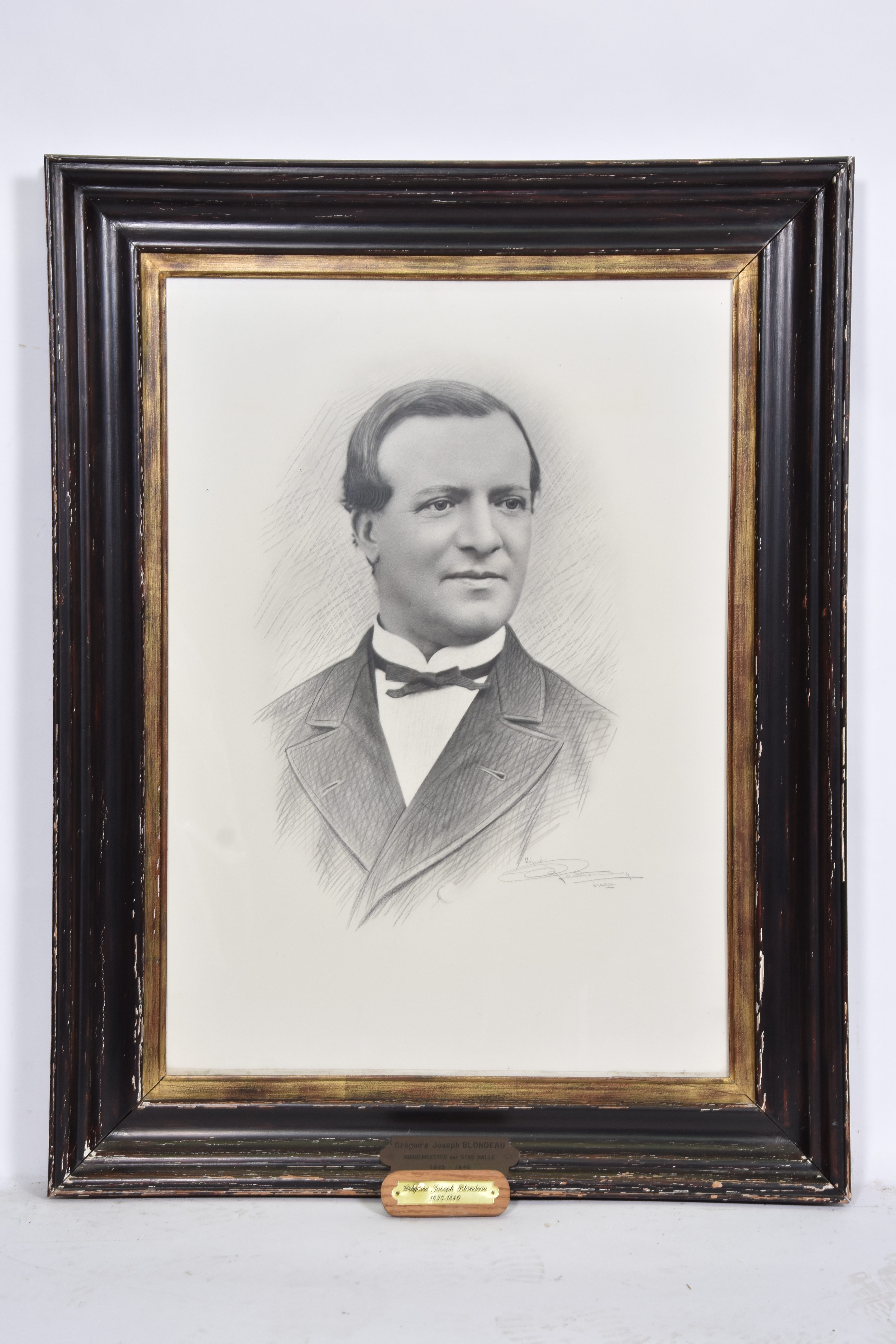
Portret van Gregoire Joseph Blondeau

Gregorius Josephus (Gregoire-Joseph) Blondeau (Halle, 29 april 1764 - 24 november 1840) was een Zuid-Nederlands en Belgisch politicus en leertouwer.

## Levensloop
Hij was een zoon van Adrien Blondeau en Joanna Catharina Claes. Hij trouwde tweemaal, eerst met Catharina Vancutsem, en na haar dood met Anna Maria Vandercammen.
In 1835 werd hij na het overlijden van Jacobus Carlier aangesteld als burgemeester van Halle en zou dit blijven tot zijn eigen dood in 1840.
Onder zijn voorganger was hij ook schepen van Halle.
Tijdens de gemeenteraadsverkiezingen op 14 juli 1836 was hij het slachtoffer van een poging tot kiesfraude, waarbij dokter Gregoire Leclercq, die optrad als teller, tijdens het tellen van de stembiljetten meerdere biljetten verscheurde en de fragmenten in zijn jaszak stak. Nadat hij hiermee geconfronteerd werd en weigerde zijn zakken leeg te maken, werd hij in het kantoor van de politiecommissaris gefouilleerd en werden 10 fragmenten gevonden met op elk de naam van Blondeau. Een maand later werd de verkiezing overgedaan.
Hij was een schoonbroer van zijn opvolger Hyacinthe Theodore Hannecart.